# 미칼스카 브라나

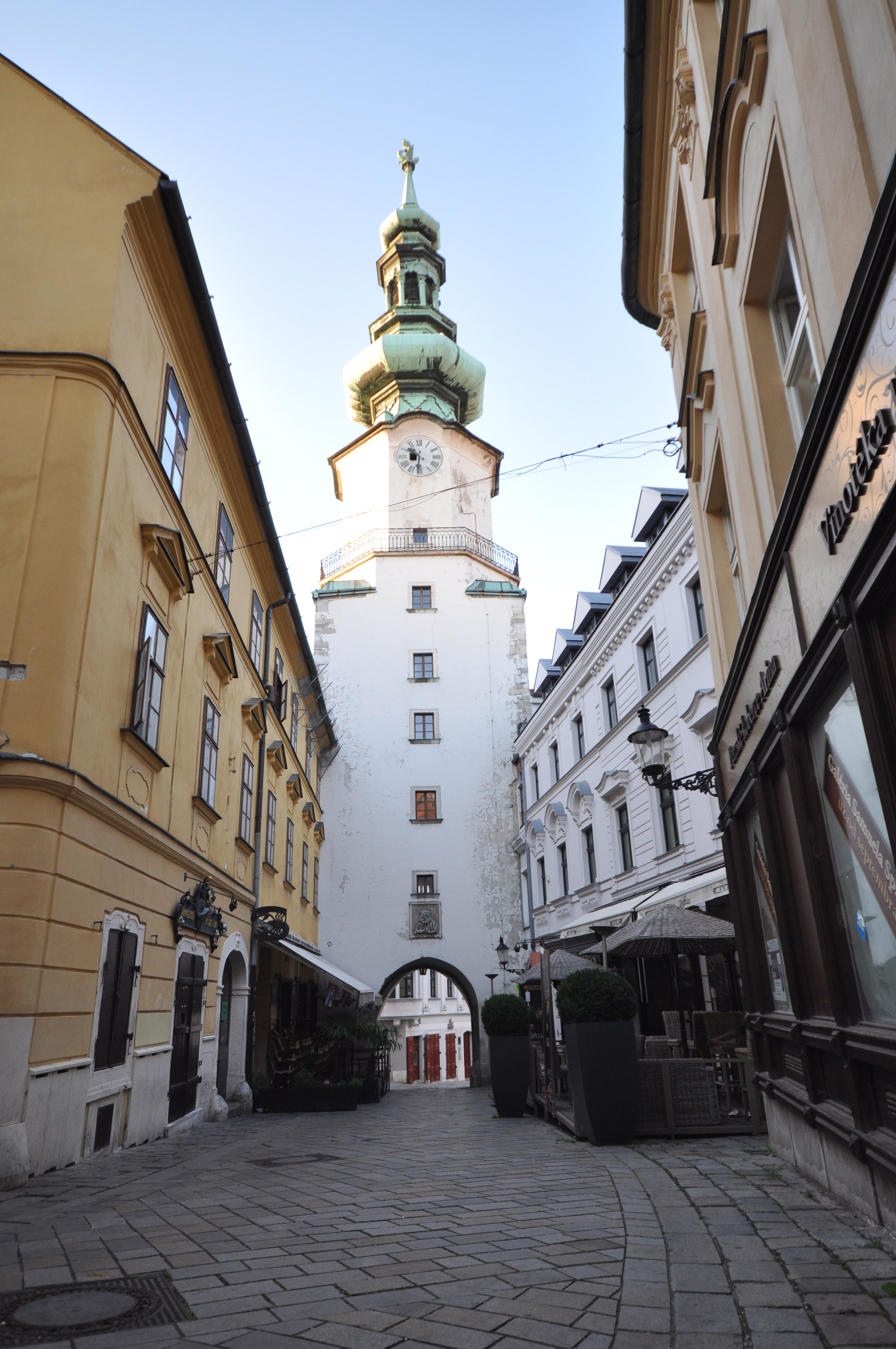
미칼스카 브라나

미칼스카 브라나(슬로바키아어: Michalská brána)는 슬로바키아 브라티슬라바에 있는 문이다. 중세 요새를 보존한 유일한 도시 문이며 가장 오래된 도시 건물 중 하나다. 1300년경에 지어졌으며 현재의 모습은 1758년 바로크 양식으로 재건한 것이다. 당시 미카엘과 용의 동상이 탑 위에 놓여있었다.